# Gil Johansen
Eigil 'Gil' Johansen, född 1932, död 6 augusti 2005 var en dansk serieskapare, med signaturen Gil. Kanske mest känd för sina egna serier om Apan Gogo och Tom Trollmus, samt sin långa sejour på Rune Andréassons serie Pellefant.